# داريل ديوك
داريل ديوك هو مونتير ومخرج كندي، ولد في 8 مارس 1929 في فانكوفر في كندا، وتوفي في 21 أكتوبر 2006 في فانكوفر الغربية في كندا بسبب تليف رئوي.

## وصلات خارجية
- داريل ديوك على موقع IMDb (الإنجليزية)
- داريل ديوك على موقع ألو سيني (الفرنسية)
- داريل ديوك على موقع أول موفي (الإنجليزية)
- داريل ديوك على موقع قاعدة بيانات الأفلام السويدية (السويدية)
- داريل ديوك على موقع قاعدة بيانات الفيلم (الإنجليزية)
- داريل ديوك على موقع كينوبويسك (الروسية)